# Paulin z Tyru
Paulin z Tyru – 23. patriarcha Antiochii; sprawował urząd w latach 323–324.